# Anton Graf von Arco auf Valley

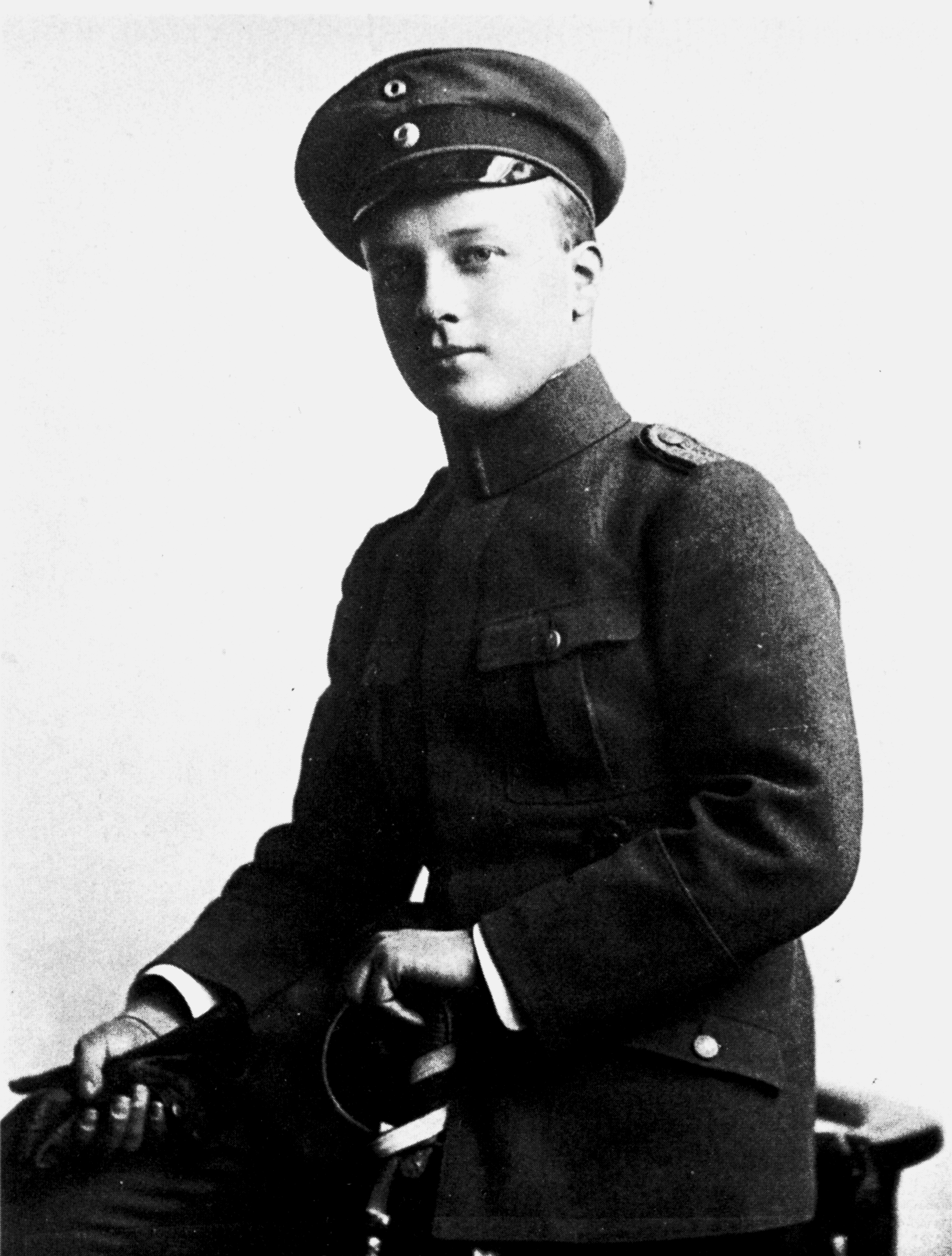
Anton von Pádua Alfred Emil Hubert Georg Graf von Arco auf Valley

Anton von Padua Alfred Emil Hubert Georg Graf von Arco auf Valley, também conhecido como Anton Arco-Valley (Sankt Martin im Innkreis, 5 de fevereiro de 1897 - Salzburgo, 29 de junho de 1945), foi um nobre e ativista alemão, mais lembrado por matar Kurt Eisner, o primeiro premier republicano da Baviera.

## Biografia
Nascido em uma pequena cidade da Alta Áustria, ele pertencia a uma família muito rica: seu pai era um rico empresário e promotor imobiliário, enquanto sua mãe, Emily Freiin von Oppenheim, vinha da famosa família judia dos banqueiros de Oppenheim.
Depois de servir nas forças armadas no último ano da Primeira Guerra Mundial em um regimento bávaro, ele foi dispensado e voltou a estudar na Universidade de Munique, onde se destacou por suas ideias nacionalistas. Sendo um aristocrata, anti-socialista e anti-semita (apesar de ter origens judaicas por parte de mãe), ele odiava Kurt Eisner, líder dos socialistas bávaros e primeiro primeiro-ministro da Baviera após a queda da monarquia em novembro de 1918.
Arco-Valley pintou Eisner como um "bolchevique judeu", um "não-alemão" e um "traidor de sua terra". Ex-membro da Thule Gesellschaft, foi excluído dela devido à sua ascendência materna judia.  Ele então decidiu matar Eisner para provar por suas ações que não tinha nada em comum com os judeus.
Agindo completamente sozinho, em 21 de fevereiro de 1919 ele disparou alguns tiros em Eisner que estava andando em uma rua de Munique, matando-o instantaneamente. Sua ação criminosa lhe rendeu alguma simpatia (incluindo a de um jovem Joseph Goebbels , líder do Partido Nazista na época ativo em Munique), mas também provocou uma retaliação popular e antinobre que levou à morte de alguns aristocratas, incluindo Gustavo de Thurn und Taxis.
Arco-Valley foi julgado em janeiro de 1920. Ele foi inicialmente condenado à morte, mas depois um juiz comutou a sentença para 5 anos de prisão. O procurador do estado da Baviera disse sobre ele: "Se os jovens alemães estivessem todos imbuídos de um entusiasmo tão ardente, poderíamos enfrentar o futuro com confiança". Ele foi internado na prisão de Stadelheim, e permaneceu na cela 70 até 1924, quando Adolf Hitler foi brevemente preso lá. Libertado em 1925, viveu em liberdade condicional até 1927, quando foi indultado.
A partir desse momento não exerceu nenhuma atividade política, mesmo sendo considerado um herói nacional após a chegada ao poder dos nazistas: o próprio Hitler decidiu não aplicar as leis raciais àquele que, muitos anos antes, havia matado um subversivo. Em 14 de março de 1933, ele foi preso novamente sob a acusação de conspirar contra a vida do próprio Adolf Hitler. Em 10 de julho de 1934 casou-se com sua prima em segundo grau, a condessa Maria Gabrielle (Gräfin) von Arco-Zinneberg, filha do conde Joseph von und zu Arco-Zinneberg (bisneta de Maria Leopoldina d'Asburgo-Este) e da princesa Guilhermina von Auersperg.
Em junho de 1945 foi vítima de um acidente de carro em Salzburgo no qual perdeu a vida: sua esposa, que morreu em 1987, sua mãe e quatro filhas Maria Guglielmina Apponyi Gräfin von Nagy-Apponyi (1935-1987), Marie Ludmilla sobreviveu (1937), Maria Antonia Gräfin von Spaur und Flavon (1940) e Maria Leopoldina Stengel (1943). Ele também era primo do físico Georg von Arco e do agente secreto antinazista Raoul Wallenberg, pois seu irmão mais velho, Conde Ferdinand (1893-1968) casou-se com Gertrude Wallenberg, membro de uma famosa família bancária sueca.